# Atletismo nos Jogos Pan-Americanos de 1987 - Lançamento de dardo masculino
A prova do lançamento de dardo masculino nos Jogos Pan-Americanos de 1987 foi realizada em 15 de agosto em Indianápolis, Estados Unidos. Foi a primeira vez em que o novo modelo de dardo foi disputado nos jogos, o que resultou em um novo recorde pan-americano.

## Medalhistas
| Ouro                             | Prata                   | Bronze                      |
| Duncan Atwood USA Estados Unidos | Ramón González CUB Cuba | Juan de la Garza MEX México |

## Resultados
| Posição           | Nome              | Nacionalidade      | Marca | Notas |
| ----------------- | ----------------- | ------------------ | ----- | ----- |
| Medalha de ouro   | Duncan Atwood     | USA Estados Unidos | 78.68 | PR    |
| Medalha de prata  | Ramón González    | CUB Cuba           | 75.58 |       |
| Medalha de bronze | Juan de la Garza  | MEX México         | 73.76 |       |
| 4                 | Mark Babich       | USA Estados Unidos | 73.54 |       |
| 5                 | Michael Mahovlich | CAN Canadá         | 69.70 |       |
| 6                 | Luis Lucumí       | COL Colômbia       | 68.06 |       |
| 7                 | Trevor Modeste    | GRN Granada        | 64.12 |       |